# Giro di Germania 2021
Il Giro di Germania 2021, trentacinquesima edizione della corsa e valevole come ventottesima prova dell'UCI ProSeries 2021 categoria 2.Pro, si svolse in quattro tappe dal 26 al 29 agosto 2021 su un percorso di 727 km, con partenza da Stralsund e arrivo a Norimberga, in Germania. La vittoria fu appannaggio del tedesco Nils Politt, che completò il percorso in 16h29'41", alla media di 44,075 km/h, precedendo il connazionale Pascal Ackermann e il norvegese Alexander Kristoff.
Sul traguardo di Norimberga 86 ciclisti, su 130 partiti da Stralsund, portarono a termine la competizione.

## Tappe
| Tappa  | Data      | Percorso               | km    | Vincitore di tappa | Leader cl. generale |
| ------ | --------- | ---------------------- | ----- | ------------------ | ------------------- |
| 1ª     | 26 agosto | Stralsund > Schwerin   | 191,4 | Pascal Ackermann   | Pascal Ackermann    |
| 2ª     | 27 agosto | Sangerhausen > Ilmenau | 180,6 | Alexander Kristoff | Pascal Ackermann    |
| 3ª     | 28 agosto | Ilmenau > Erlangen     | 193,9 | Nils Politt        | Nils Politt         |
| 4ª     | 29 agosto | Erlangen > Norimberga  | 156,3 | Alexander Kristoff | Nils Politt         |
| Totale | Totale    | Totale                 | 721,6 |                    |                     |

## Squadre e corridori partecipanti
| N.      | Cod. | Squadra                |
| ------- | ---- | ---------------------- |
| 1-6     | BOH  | Bora-Hansgrohe         |
| 11-16   | ISN  | Israel Start-Up Nation |
| 21-26   | DQT  | Deceuninck-Quick Step  |
| 31-36   | UAD  | UAE Team Emirates      |
| 41-46   | TBV  | Bahrain Victorious     |
| 51-56   | DEU  | Germania               |
| 61-65   | ACT  | AG2R Citroën Team      |
| 71-76   | GAZ  | Gazprom-RusVelo        |
| 81-86   | DSM  | Team DSM               |
| 91-96   | UXT  | Uno-X Pro Cycling Team |
| 101-106 | MOV  | Movistar Team          |

| N.      | Cod. | Squadra                  |
| ------- | ---- | ------------------------ |
| 111-116 | AFC  | Alpecin-Fenix            |
| 121-126 | IWG  | Intermarché-Wanty-Gobert |
| 131-136 | BBK  | B&B Hotels               |
| 141-146 | SVB  | Sport Vlaanderen-Baloise |
| 151-156 | EKP  | Equipo Kern Pharma       |
| 161-166 | RLY  | Rally Cycling            |
| 171-176 | BAI  | Bike Aid                 |
| 181-186 | TDA  | Team Dauner-Akkon        |
| 191-196 | LKH  | Team Lotto-Kern Haus     |
| 201-206 | SVL  | Team SKS Sauerland NRW   |
| 211-216 | PUS  | P&S Metalltechnik        |

## Dettagli delle tappe

### 1ª tappa
- 26 agosto: Stralsund > Schwerin – 191,4 km

Risultati
| Pos. | Corridore        | Squadra | Tempo    |
| ---- | ---------------- | ------- | -------- |
| 1    | Pascal Ackermann | Bora    | 4h07'01" |
| 2    | Phil Bauhaus     | Bahrain | s.t.     |
| 3    | Marco Haller     | Bahrain | s.t.     |

| Pos. | Corridore        | Squadra | Tempo    |
| ---- | ---------------- | ------- | -------- |
| 1    | Pascal Ackermann | Bora    | 4h06'51" |
| 2    | Phil Bauhaus     | Bahrain | a 4"     |
| 3    | Marco Haller     | Bahrain | a 6"     |

### 2ª tappa
- 27 agosto: Sangerhausen > Ilmenau – 180,6 km

Risultati
| Pos. | Corridore          | Squadra | Tempo    |
| ---- | ------------------ | ------- | -------- |
| 1    | Alexander Kristoff | UAE     | 4h24'12" |
| 2    | Phil Bauhaus       | Bahrain | s.t.     |
| 3    | Pascal Ackermann   | Bora    | s.t.     |

| Pos. | Corridore          | Squadra | Tempo    |
| ---- | ------------------ | ------- | -------- |
| 1    | Pascal Ackermann   | Bora    | 8h30'59" |
| 2    | Phil Bauhaus       | Bahrain | a 2"     |
| 3    | Alexander Kristoff | UAE     | a 4"     |

### 3ª tappa
- 28 agosto: Ilmenau > Erlangen – 193,9 km

Risultati
| Pos. | Corridore     | Squadra | Tempo    |
| ---- | ------------- | ------- | -------- |
| 1    | Nils Politt   | Bora    | 4h25'15" |
| 2    | Dylan Teuns   | Bahrain | a 11"    |
| 3    | André Greipel | Israel  | a 12"    |

| Pos. | Corridore        | Squadra | Tempo     |
| ---- | ---------------- | ------- | --------- |
| 1    | Nils Politt      | Bora    | 12h56'18" |
| 2    | Pascal Ackermann | Bora    | a 8"      |
| 3    | Phil Bauhaus     | Bahrain | a 10"     |

### 4ª tappa
- 29 agosto: Erlangen > Norimberga – 156,3 km

Risultati
| Pos. | Corridore          | Squadra    | Tempo    |
| ---- | ------------------ | ---------- | -------- |
| 1    | Alexander Kristoff | UAE        | 3h33'25" |
| 2    | Pascal Ackermann   | Bora       | s.t.     |
| 3    | Luca Mozzato       | B&B Hotels | s.t.     |

| Pos. | Corridore          | Squadra | Tempo     |
| ---- | ------------------ | ------- | --------- |
| 1    | Nils Politt        | Bora    | 16h29'41" |
| 2    | Pascal Ackermann   | Bora    | a 4"      |
| 3    | Alexander Kristoff | UAE     | s.t.      |

## Evoluzione delle classifiche
| Tappa              | Vincitore          | Classifica generale Maglia rossa | Classifica a punti Maglia verde | Classifica scalatori Maglia blu | Classifica giovani Maglia bianca | Classifica a squadre  | Premio combattività |
| ------------------ | ------------------ | -------------------------------- | ------------------------------- | ------------------------------- | -------------------------------- | --------------------- | ------------------- |
| 1ª                 | Pascal Ackermann   | Pascal Ackermann                 | Pascal Ackermann                | Robert Jägeler                  | Jon Knolle                       | Deceuninck-Quick Step | Jon Knolle          |
| 2ª                 | Alexander Kristoff | Pascal Ackermann                 | Pascal Ackermann                | Kyle Murphy                     | Georg Zimmermann                 | UAE Team Emirates     | Louis Vervaeke      |
| 3ª                 | Nils Politt        | Nils Politt                      | Pascal Ackermann                | Louis Vervaeke                  | Georg Zimmermann                 | Bahrain Victorious    | Henri Uhlig         |
| 4ª                 | Alexander Kristoff | Nils Politt                      | Pascal Ackermann                | Dario Cataldo                   | Georg Zimmermann                 | UAE Team Emirates     |                     |
| Classifiche finali | Classifiche finali | Nils Politt                      | Pascal Ackermann                | Dario Cataldo                   | Georg Zimmermann                 | UAE Team Emirates     |                     |

Maglie indossate da altri ciclisti in caso di due o più maglie vinte
- Nella 2ª e 3ª tappa Phil Bauhaus ha indossato la maglia verde al posto di Pascal Ackermann.

## Classifiche finali

### Classifica generale - Maglia rossa
| Pos. | Corridore          | Squadra     | Tempo     |
| ---- | ------------------ | ----------- | --------- |
| 1    | Nils Politt        | Bora        | 16h29'41" |
| 3    | Pascal Ackermann   | Bora        | a 4"      |
| 3    | Alexander Kristoff | UAE         | s.t.      |
| 4    | Dylan Teuns        | Bahrain     | a 19"     |
| 5    | G. Zimmermann      | Intermarché | s.t.      |
| 6    | Marco Haller       | Bahrain     | a 21"     |
| 7    | Luca Mozzato       | B&B Hotels  | a 22"     |
| 8    | Marco Canola       | Gazprom     | s.t.      |
| 9    | Marcel Meisen      | Alpecin     | a 24"     |
| 10   | Jonas Koch         | Intermarché | a 26"     |

### Classifica a punti - Maglia verde
| Pos. | Corridore          | Squadra    | Punti |
| ---- | ------------------ | ---------- | ----- |
| 1    | Pascal Ackermann   | Bora       | 46    |
| 2    | Alexander Kristoff | UAE        | 33    |
| 3    | Nils Politt        | Bora       | 15    |
| 4    | Dylan Teuns        | Bahrain    | 15    |
| 5    | Luca Mozzato       | B&B Hotels | 15    |

### Classifica scalatori - Maglia blu
| Pos. | Corridore      | Squadra    | Punti |
| ---- | -------------- | ---------- | ----- |
| 1    | Dario Cataldo  | Movistar   | 10    |
| 2    | Louis Vervaeke | Alpecin    | 10    |
| 3    | Justin Wolf    | Bike Aid   | 8     |
| 4    | Kyle Murphy    | Rally      | 5     |
| 5    | Rémi Cavagna   | Deceuninck | 5     |

### Classifica giovani - Maglia bianca
| Pos. | Corridore      | Squadra     | Tempo     |
| ---- | -------------- | ----------- | --------- |
| 1    | G. Zimmermann  | Intermarché | 16h30'00" |
| 2    | Luca Mozzato   | B&B Hotels  | a 3"      |
| 3    | Jannik Steimle | Deceuninck  | a 7"      |
| 4    | Rasmus Tiller  | Uno-X       | s.t.      |
| 5    | Tom Lindner    | P&S         | s.t.      |

### Classifica a squadre
| Pos. | Squadra               | Tempo     |
| ---- | --------------------- | --------- |
| 1    | UAE Team Emirates     | 49h30'19" |
| 2    | Deceuninck-Quick Step | a 9"      |
| 3    | Alpecin-Fenix         | a 41"     |
| 4    | Bora-Hansgrohe        | a 4'29"   |
| 5    | Gazprom-RusVelo       | a 6'45"   |